# Bedford Jezzard
Bedford Alfred George Jezzard (født 19. oktober 1927, død 21. maj 2005) var en engelsk fodboldspiller (angriber) og senere -træner.
I perioden 1948-1957 spillede Jezzard mere end 300 ligakampe for Fulham.
Jezzard spillede desuden to kampe for Englands landshold. Han var en del af den engelske trup til VM 1954 i Schweiz, men kom dog ikke på banen i turneringen, hvor englænderne blev slået ud i kvartfinalen.
Efter at have afsluttet sin aktive karriere var Jezzard også i en årrække manager for Fulham.